# Lago Arnisee
O Lago Arnisee é um lago artificial localizado a uma altitude de 1.368 m acima do nível do mar, no cantão de Uri na Suíça. 
O lago pode ser alcançado por um teleférico de Amshtega (comuna Silenen ) e Inchi. 